# Frans Gunnar Bengtsson
Frans Gunnar Bengtsson (ur. 4 października 1894, zm. 19 grudnia 1954) – szwedzki pisarz, poeta i biograf. Jego najbardziej znanym dziełem jest powieść historyczna Rudy Orm zekranizowana w 1963 pt. Długie łodzie wikingów.